# Ricardo Escobar Acuña
Ricardo Antonio Escobar Acuña (Santiago, Chile, 30 de marzo de 1998) es un futbolista chileno. Juega de defensa central en Penya Encarnada  de la Primera División de Andorra.

## Trayectoria
Se inició en las inferiores de Audax Italiano, donde logró coronarse campeón con la serie Sub-16 del equipo, además fue el capitán. Luego de estar en las inferiores, es ascendido al primer equipo para el Torneo de Apertura 2016. Debutó por el primer equipo contra Universidad de Chile, jugando solo el primer tiempo. Volvió a jugar por el equipo en el Torneo Transición 2017, enfrentando a Deportes Temuco, donde jugó 82 minutos, respondiendo «correctamente».

## Estadísticas

### Clubes
| Club                   | Div.       | Temporada  | Liga  | Liga  | Copas nacionales | Copas nacionales | Torneos internacionales | Torneos internacionales | Total | Total |
| Club                   | Div.       | Temporada  | Part. | Goles | Part.            | Goles            | Part.                   | Goles                   | Part. | Goles |
| ---------------------- | ---------- | ---------- | ----- | ----- | ---------------- | ---------------- | ----------------------- | ----------------------- | ----- | ----- |
| Audax Italiano · Chile | 1ª         | 2016-17    | 1     | 0     | —                | —                | —                       | —                       | 1     | 0     |
| Audax Italiano · Chile | 1ª         | 2017       | 11    | 0     | 2                | 0                | —                       | —                       | 13    | 0     |
| Audax Italiano · Chile | 1ª         | 2018       | 9     | 0     | 3                | 0                | 1                       | 0                       | 13    | 0     |
| Audax Italiano · Chile | 1ª         | 2019       | 14    | 0     | 6                | 0                | —                       | —                       | 20    | 0     |
| Audax Italiano · Chile | Total club | Total club | 35    | 0     | 11               | 0                | 1                       | 0                       | 47    | 0     |
| Magallanes · Chile     | 2.ª        | 2020       | 7     | 0     | —                | —                | —                       | —                       | 7     | 0     |
| Magallanes · Chile     | Total club | Total club | 7     | 0     | 0                | 0                | 0                       | 0                       | 7     | 0     |
| Coquimbo Unido · Chile | 2.ª        | 2021       | 11    | 0     | 7                | 0                | —                       | —                       | 18    | 0     |
| Coquimbo Unido · Chile | 1.ª        | 2022       | 8     | 1     | 4                | 0                | —                       | —                       | 12    | 1     |
| Coquimbo Unido · Chile | 1.ª        | 2023       | 0     | 0     | 0                | 0                | —                       | —                       | 0     | 0     |
| Coquimbo Unido · Chile | Total club | Total club | 19    | 1     | 11               | 0                | 0                       | 0                       | 30    | 1     |
| Total club             | Total club | Total club | 61    | 1     | 22               | 0                | 1                       | 0                       | 84    | 1     |
| 1. 2. 3.               |            |            |       |       |                  |                  |                         |                         |       |       |